# Wyścigowe Samochodowe Mistrzostwa Polski 1977
Sezon 1977 był dwudziestym pierwszym sezonem Wyścigowych Samochodowych Mistrzostw Polski.
Sezon liczył cztery eliminacje, rozgrywane w Poznaniu, Kielcach (2 razy) i Toruniu. Punkty przyznawano według klucza 50-46-43-41-40-39-38-37-36-35 etc..

## Kategorie
Samochody były podzielone na następujące kategorie:
- Grupa I – seryjne samochody turystyczne, których produkcja w ciągu 12 miesięcy przekraczała pięć tysięcy egzemplarzy. Modyfikowanie tych samochodów pod kątem poprawy osiągów było niemal całkowicie zabronione. Ponadto w przypadku, jeżeli pojemność silnika przekraczała 1000 cm³, to samochód musiał być przynajmniej czteromiejscowy;
- Grupa II – specjalne samochody turystyczne, których produkcja w ciągu 12 miesięcy przekraczała dwa tysiące pięćset egzemplarzy. Dozwolony był duży zakres przeróbek pod kątem poprawy osiągów;
- Grupa III – seryjne samochody GT, których produkcja w ciągu 12 miesięcy przekraczała tysiąc egzemplarzy. Modyfikowanie tych samochodów pod kątem poprawy osiągów było niemal całkowicie zabronione. Samochód musiał być przynajmniej dwumiejscowy;
- Grupa IV – specjalne samochody GT, których produkcja w ciągu 24 miesięcy przekraczała czterysta egzemplarzy. Dozwolony był duży zakres przeróbek pod kątem poprawy osiągów;
- Grupa V – samochodowy wywodzące się z grup I–IV z modyfikacjami mogącymi znacznie przekraczać granice określone przepisami tych grup;
- Grupa VI – dwumiejscowe prototypy sportowe;
- Grupa VII – samochody wyścigowe formuły międzynarodowych (1, 2, 3);
- Grupa VIII – samochody wyścigowe formuły wolnej oraz Formuły Easter.

Samochody były dodatkowo podzielone na następujące klasy:
- Klasa 1 – wyłącznie samochody Polski Fiat 126p;
- Klasa 3 – wyłącznie samochody Polski Fiat 125p;
- Klasa 4 – gr. II, poj. do 1000 cm³;
- Klasa 5 – gr. II, poj. do 1600 cm³;
- Klasa 6 – gr. VI;
- Klasa 7 – gr. II, poj. pow. 1600 cm³;
- Klasa 8 – Formuła Easter.

Ponadto rozgrywano wszechklasy, czyli handicapowe wyścigi samochodów klas 1–7.

## Zwycięzcy
| Data               | Tor    | Klasa       | Zwycięzca (kierowcy) | Samochód                        | Zwycięzca (zespoły)                   |
| ------------------ | ------ | ----------- | -------------------- | ------------------------------- | ------------------------------------- |
| 22–23 maja         | Poznań | klasa 1     | Wiesław Cygan        | Polski Fiat 126p                | OBR FSM - Automobilklub Bielsko-Biała |
| 22–23 maja         | Poznań | klasa 3     | Tadeusz Kudłaty      | Polski Fiat 125p                | Automobilklub Dolnośląski             |
| 22–23 maja         | Poznań | klasa 4     | Maciej Bogusławski   | Autobianchi A112 Abarth         | Automobilklub Warszawski              |
| 22–23 maja         | Poznań | klasa 5     | Janusz Kiljańczyk    | Renault 12 Gordini              | OKS Stomil Olsztyn                    |
| 22–23 maja         | Poznań | klasa 6     | Maciej Bogusławski   | BG 1600                         | Automobilklub Warszawski              |
| 22–23 maja         | Poznań | klasa 7     | Ryszard Kopczyk      | Porsche 911 T                   | Automobilklub Wielkopolski            |
| 22–23 maja         | Poznań | wszechklasy | Jerzy Landsberg      | Renault 5 Alpine                | OKS Stomil Olsztyn                    |
| 22–23 maja         | Poznań | klasa 8     | Marcin Biernacki     | Promot                          | Automobilklub Warszawski              |
| 25–26 czerwca      | Kielce | klasa 1     | Zdzisław Kałuża      | Polski Fiat 126p                | Automobilklub Kielecki                |
| 25–26 czerwca      | Kielce | klasa 3     | Tadeusz Kudłaty      | Polski Fiat 125p                | Automobilklub Dolnośląski             |
| 25–26 czerwca      | Kielce | klasa 4     | Helmut Assmann       | Trabant 601                     |                                       |
| 25–26 czerwca      | Kielce | klasa 6     | Wiesław Gawron       | Fiat 128 Coupé 3 porte          | Automobilklub Warszawski              |
| 25–26 czerwca      | Kielce | klasa 7     | Adam Smorawiński     | Porsche Carrera RS              | Automobilklub Wielkopolski            |
| 25–26 czerwca      | Kielce | wszechklasy | Ksawery Frank        | Polski Fiat 125p 1800 Akropolis | Automobilklub Warszawski              |
| 25–26 czerwca      | Kielce | klasa 8     | Otto Bartkowiak      |                                 | Automobilklub Śląski                  |
| 2–4 września       | Toruń  | klasa 1     | Ksawery Frank        | Polski Fiat 126p                | Automobilklub Warszawski              |
| 2–4 września       | Toruń  | klasa 3     | Adam Polak           | Polski Fiat 125p                | OBR FSO - Automobilklub Warszawski    |
| 2–4 września       | Toruń  | klasa 4     | Helmut Assmann       | Trabant 601                     |                                       |
| 2–4 września       | Toruń  | klasa 5+7   | Andrzej Smorawiński  | Porsche Carrera RS              | Automobilklub Wielkopolski            |
| 2–4 września       | Toruń  | klasa 6     | Andrzej Jaroszewicz  | Polski Fiat 125p 1800 Akropolis | OBR FSO - Automobilklub Warszawski    |
| 2–4 września       | Toruń  | wszechklasy | Janusz Kiljańczyk    | Renault 12 Gordini              | OKS Stomil Olsztyn                    |
| 2–4 września       | Toruń  | klasa 8     | Marcin Biernacki     |                                 | Automobilklub Warszawski              |
| 15–16 października | Kielce | klasa 1     | Zdzisław Kałuża      | Polski Fiat 126p                | Automobilklub Kielecki                |
| 15–16 października | Kielce | klasa 3     | Andrzej Smorawiński  | Polski Fiat 125p                | Automobilklub Wielkopolski            |
| 15–16 października | Kielce | klasa 4     | Michał Damm          | Volkswagen Scirocco             | Automobilklub Wielkopolski            |
| 15–16 października | Kielce | klasa 6     | Andrzej Jaroszewicz  | Polski Fiat 125p 1800 Akropolis | OBR FSO - Automobilklub Warszawski    |
| 15–16 października | Kielce | klasa 7     | Adam Smorawiński     | Porsche 911 SC                  | Automobilklub Wielkopolski            |
| 15–16 października | Kielce | wszechklasy | Andrzej Jaroszewicz  | Polski Fiat 125p 1800 Akropolis | OBR FSO - Automobilklub Warszawski    |
| 15–16 października | Kielce | klasa 8     | Marcin Biernacki     |                                 | Automobilklub Warszawski              |

## Mistrzowie
| Klasa       | Kierowca           | Samochód                        | Zespół                     |
| ----------- | ------------------ | ------------------------------- | -------------------------- |
| klasa 1     | Zdzisław Kałuża    | Polski Fiat 126p                | Automobilklub Kielecki     |
| klasa 3     | Tadeusz Kudłaty    | Polski Fiat 125p                | Automobilklub Dolnośląski  |
| klasa 4     | Maciej Bogusławski | Autobianchi A112 Abarth         | Automobilklub Wielkopolski |
| klasa 5+7   | Janusz Kiljańczyk  | Renault 12 Gordini              | OKS Stomil Olsztyn         |
| klasa 6     | Ksawery Frank      | Polski Fiat 125p 1800 Akropolis | Automobilklub Warszawski   |
| wszechklasy | Janusz Kiljańczyk  | Renault 12 Gordini              | OKS Stomil Olsztyn         |
| klasa 8     | Marcin Biernacki   | Promot                          | Automobilklub Warszawski   |